# Centum revolutis annis Deo respondebitis et mihi
 Centum revolutis annis Deo respondebitis et mihi лат. (изговор: центум револутис анис део респондебитис ет михи) "За сто година одговараћете Богу и мени". (Јан Хус)

## Поријекло изреке
Ове ријечи изрекао је вјерски реформатор Јан Хус .

## Опширније
Ово су биле посљедње ријечи вјерског реформатора Јана Хуса изговорене пред мученичку смрт на ломачи 1415. године којима је најавио Лутеров покрет реформације .